# Magburaka
Magburaka ist eine Stadt in Sierra Leone. Sie ist Hauptort des Distrikts Tonkolili und liegt in der Provinz Northern. Der Ort liegt am Fluss Rokel und ist Kreuzungspunkt der Straßen von Freetown nach Kabala und von Makeni nach Koidu. Die Stadt liegt im Zentrum von Sierra Leone.
Die Bevölkerung gehört zum Volk der Temne. Die Einwohnerzahl wuchs von 1963 6371 über 1974 10.347 auf 1985 11.006 Personen. Schätzungen gehen heute von rund 15.000 Einwohnern aus.
Die Stadt ist ein Handelszentrum für Kolanüsse, Palmöl, Reis und Tomaten.
Nebst den üblichen Verwaltungsgebäuden einer Distriktshauptstadt gibt es ein Spital und ein Lehrerseminar.

## Galerie

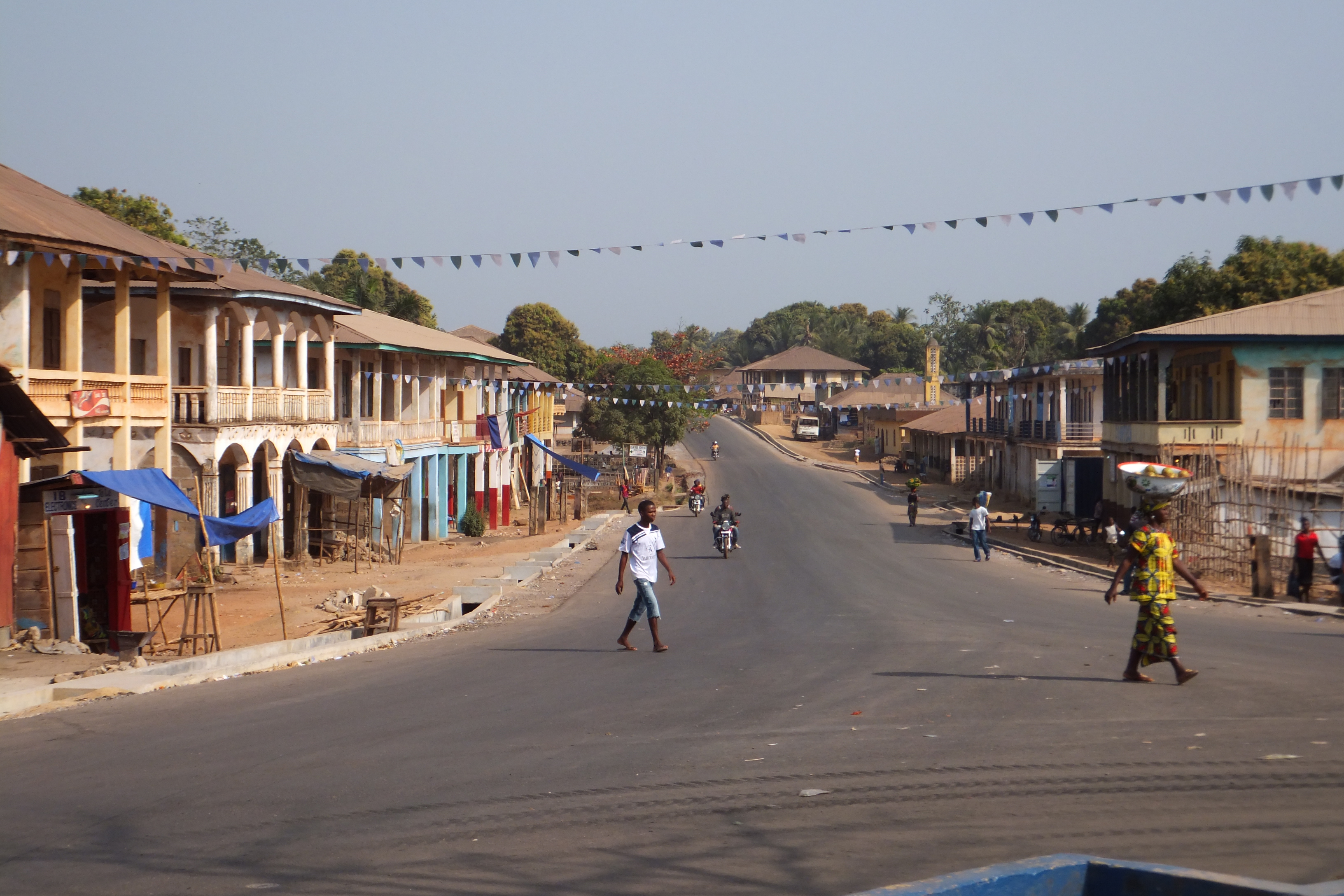
Innenstadt von Magburaka
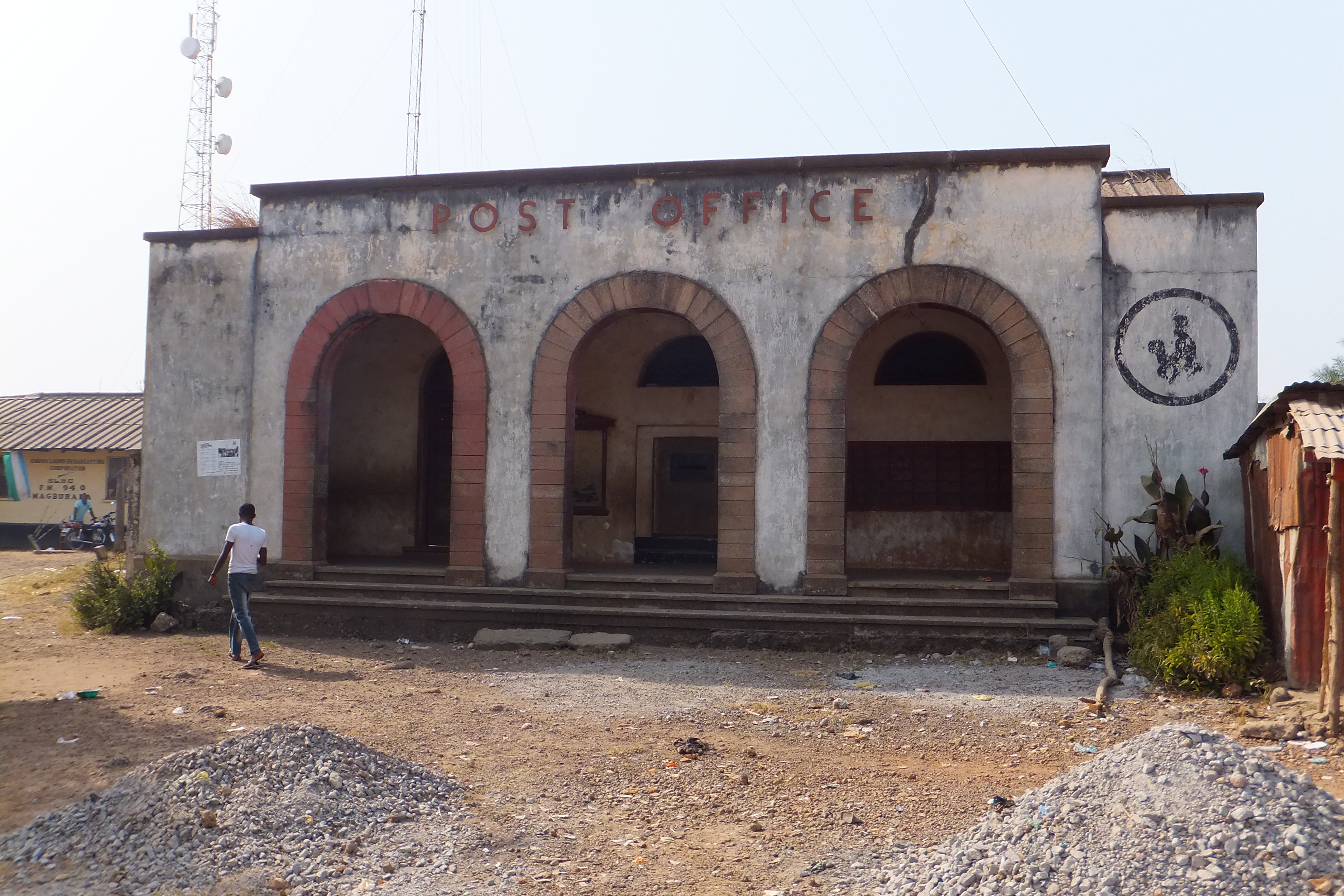
Postamt in Magburaka